# Orič
Orič is een plaats in de gemeente Pićan in de Kroatische provincie Istrië. De plaats telt 149 inwoners (2001).